# Seznam hokejistů draftovaných týmem Florida Panthers

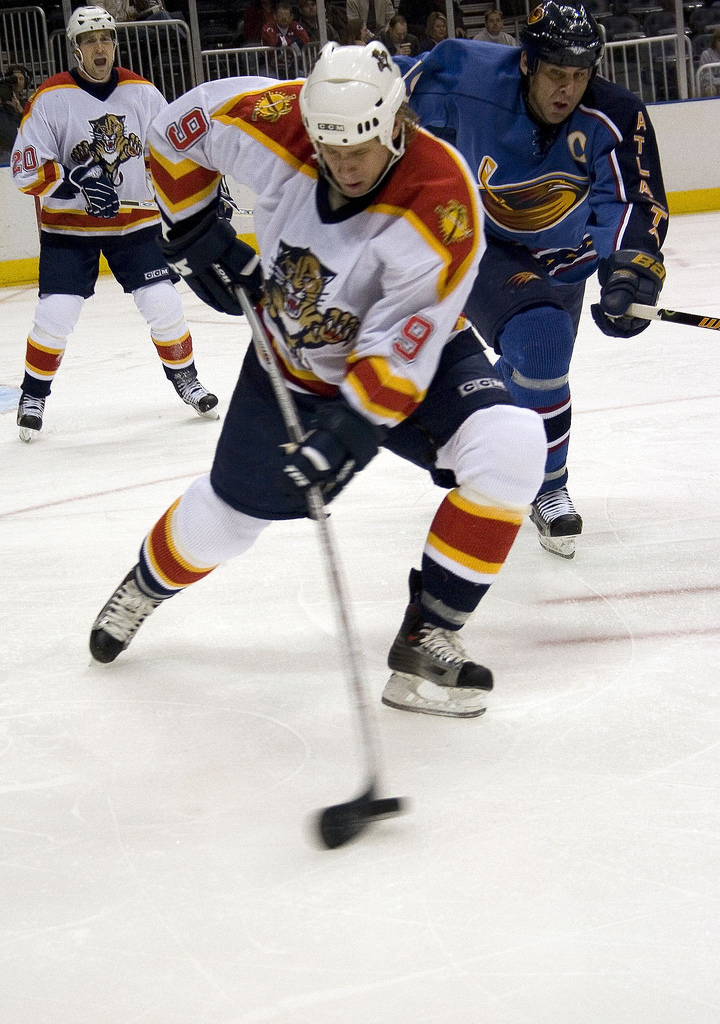
Stephen Weiss byl draftován ze 4. místa v roce 2001.

Toto je kompletní seznam hokejistů, kteří byli draftováni v NHL do týmu Florida Panthers. To zahrnuje každého hráče, který byl draftován, bez ohledu na to, zda hrál za tým.

## Draft 1. kola

### Historie prvního kola
| † | Hráč který byl vybrán do hokejové síně slávy | Hráč který byl vybrán do hokejové síně slávy | Hráč který byl vybrán do hokejové síně slávy |
| * | Draftován z 1. místa                         | Draftován z 1. místa                         | Draftován z 1. místa                         |
| ≠ | Hráč který neodehrál žádný zápas v NHL       | Hráč který neodehrál žádný zápas v NHL       | Hráč který neodehrál žádný zápas v NHL       |

| Rok  | Místo | Hráč               | Pozice       | Stát     | Předchozí tým (liga)              |
| ---- | ----- | ------------------ | ------------ | -------- | --------------------------------- |
| 1993 | 5     | Rob Niedermayer    | Centr        | Kanada   | Medicine Hat Tigers (WHL)         |
| 1994 | 1*    | Ed Jovanovski      | Obránce      | Kanada   | Windsor Spitfires (OHL)           |
| 1995 | 10    | Radek Dvořák       | Pravé křídlo | Česko    | HC České Budějovice (CZE)         |
| 1996 | 20    | Marcus Nilson      | Pravé křídlo | Švédsko  | Djurgårdens IF (SWE)              |
| 1997 | 20    | Mike Brown         | Levé křídlo  | Kanada   | Red Deer Rebels (WHL)             |
| 1998 | Nikdo | Nikdo              | Nikdo        | Nikdo    | Nikdo                             |
| 1999 | 12    | Denis Švidkij      | Pravé křídlo | Ukrajina | Barrie Colts (OHL)                |
| 2000 | Nikdo | Nikdo              | Nikdo        | Nikdo    | Nikdo                             |
| 2001 | 4     | Stephen Weiss      | Centr        | Kanada   | Plymouth Whalers (OHL)            |
| 2001 | 24    | Lukáš Krajíček     | Obránce      | Česko    | Peterborough Petes (OHL)          |
| 2002 | 3     | Jay Bouwmeester    | Obránce      | Kanada   | Medicine Hat Tigers (WHL)         |
| 2002 | 9     | Petr Tatíček       | Centr        | Česko    | Sault Ste. Marie Greyhounds (OHL) |
| 2003 | 3     | Nathan Horton      | Centr        | Kanada   | Oshawa Generals (OHL)             |
| 2003 | 25    | Anthony Stewart    | Pravé křídlo | Kanada   | Kingston Frontenacs (OHL)         |
| 2004 | 7     | Rostislav Olesz    | Levé křídlo  | Česko    | HC Vítkovice Steel (CZE)          |
| 2005 | 20    | Kenndal McArdle    | Levé křídlo  | Kanada   | Moose Jaw Warriors (WHL)          |
| 2006 | 10    | Michael Frolík     | Levé křídlo  | Česko    | HC Rabat Kladno (CZE)             |
| 2007 | 10    | Keaton Ellerby     | Obránce      | Kanada   | Kamloops Blazers (WHL)            |
| 2008 | Nikdo | Nikdo              | Nikdo        | Nikdo    | Nikdo                             |
| 2009 | 14    | Dmitrij Kulikov    | Obránce      | Rusko    | Drummondville Voltigeurs (QMJHL)  |
| 2010 | 3     | Erik Gudbranson    | Obránce      | Kanada   | Kingston Frontenacs (OHL)         |
| 2010 | 19    | Nick Bjugstad≠     | Centr        | USA      | Blaine High School (HS-MN)        |
| 2010 | 25    | Quinton Howden     | Levé křídlo  | Kanada   | Moose Jaw Warriors (WHL)          |
| 2011 | 3     | Jonathan Huberdeau | Levé křídlo  | Kanada   | Saint John Sea Dogs (QMJHL)       |
| 2012 | 23    | Mike Matheson≠     | Obránce      | Kanada   | Dubuque Fighting Saints (USHL)    |

### Celkový výběr

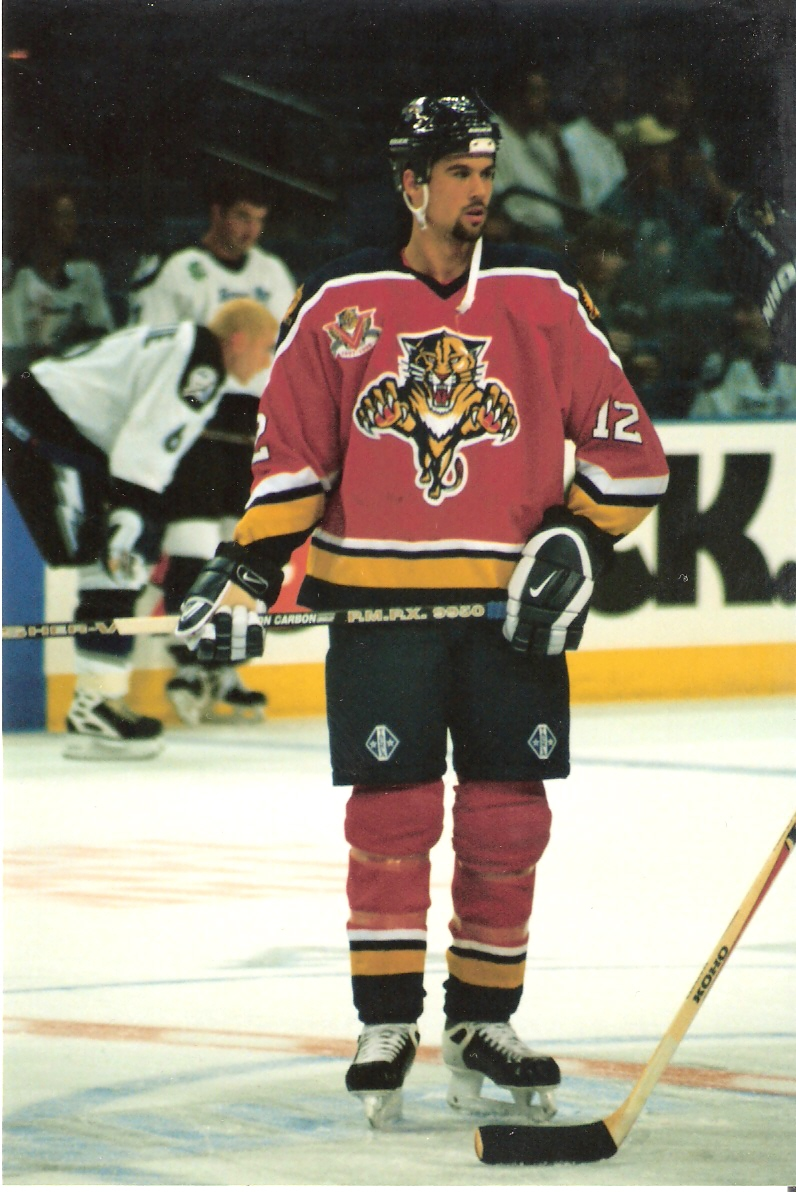
Chris Allen byl draftován ze 60. místa v roce 1996.

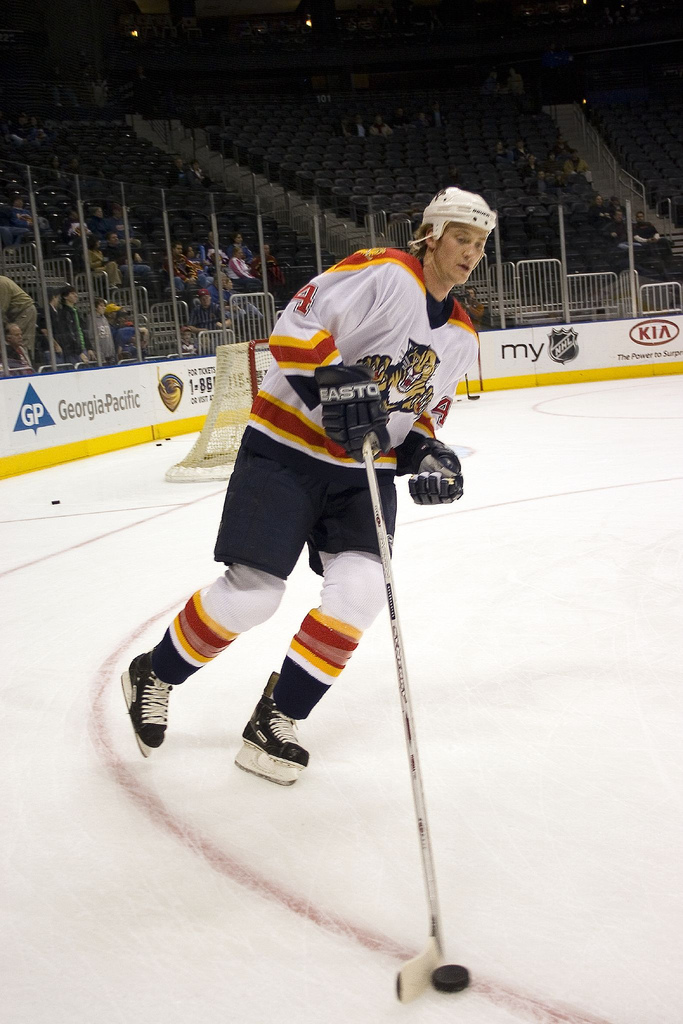
Jay Bouwmeester byl draftován z 3. místa v roce 2002.

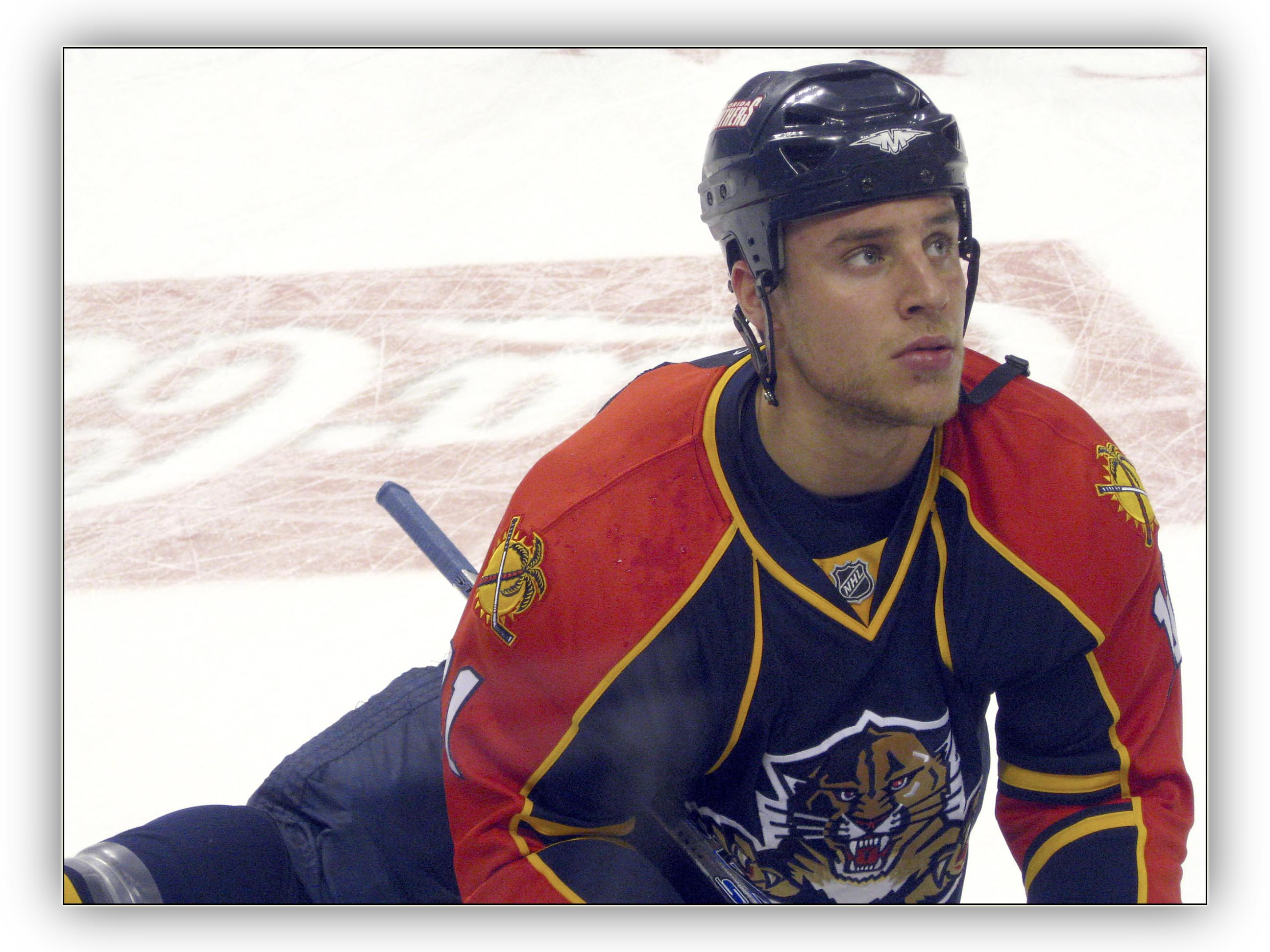
Gregory Campbell byl draftován ze 67. místa v roce 2002.

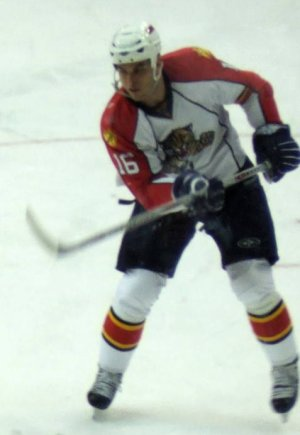
Nathan Horton byl draftován z 3. místa v roce 2003.

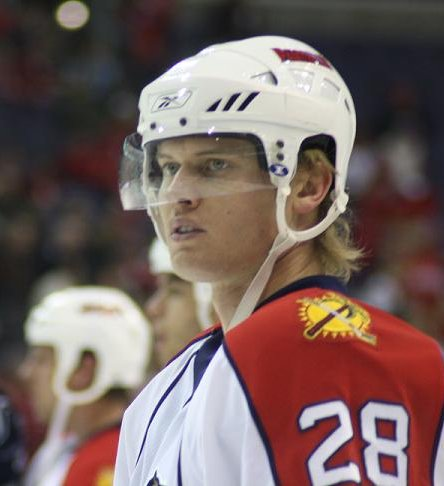
Kamil Kreps byl draftován ze 38. místa v roce 2003.

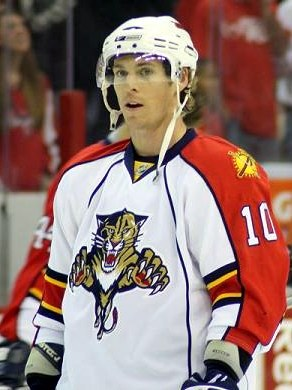
David Booth byl draftován z 53. místa v roce 2004.

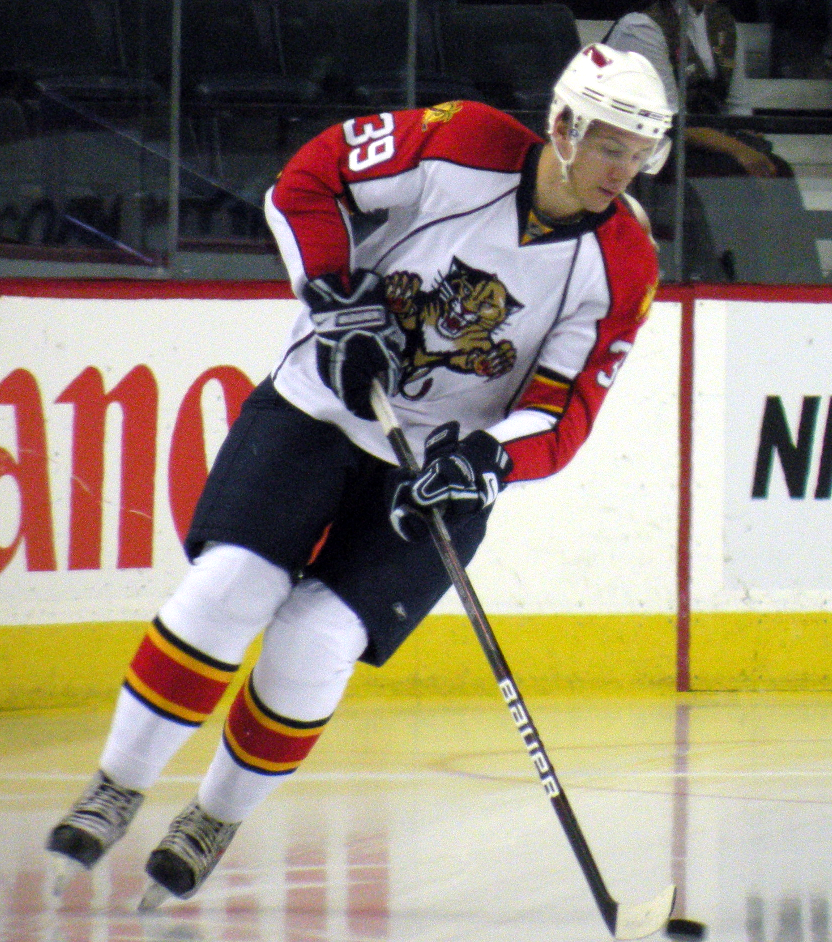
Keaton Ellerby byl draftován z 10. místa v roce 2007.

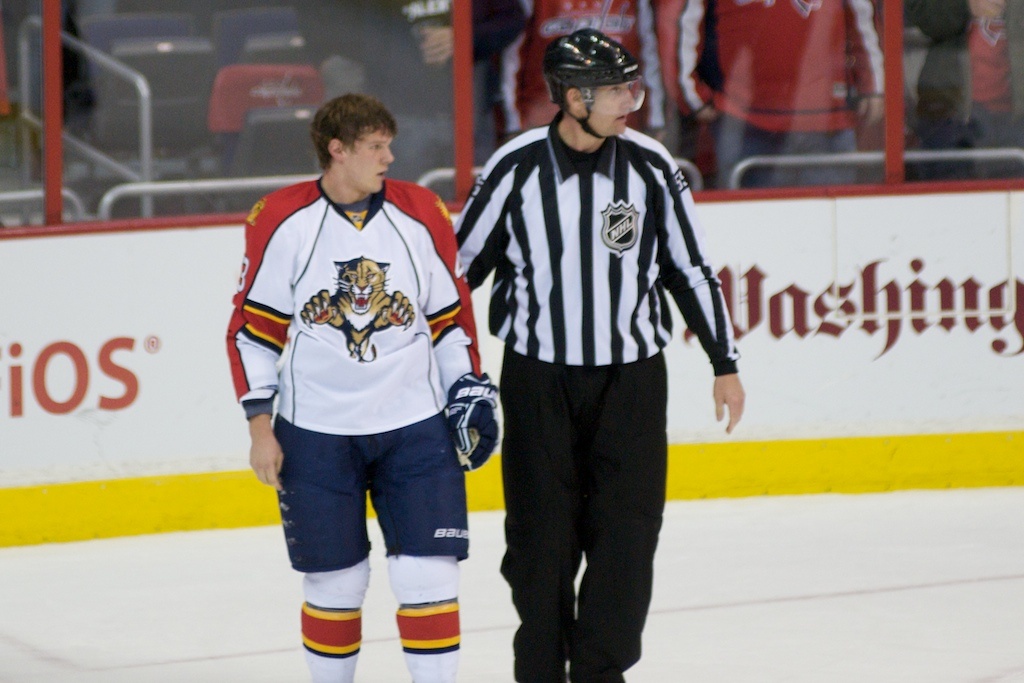
Dmitrij Kulikov byl draftován ze 14. místa v roce 2009.

|  | Hráči kteří hráli nejméně jeden zápas v NHL |
|  | Hráči kteří si zahráli v NHL All-Star Game  |

| Rok  | Kolo | Místo | Hráč                 | Pozice              |
| ---- | ---- | ----- | -------------------- | ------------------- |
| 1993 | 1    | 5     | Rob Niedermayer      | Centr               |
| 1993 | 2    | 41    | Kevin Weekes         | Brankář             |
| 1993 | 3    | 57    | Chris Armstrong      | Obránce             |
| 1993 | 3    | 67    | Mikael Tjallden      | Obránce             |
| 1993 | 3    | 78    | Steve Washburn       | Centr               |
| 1993 | 4    | 83    | Bill McCauley        | Obránce             |
| 1993 | 5    | 109   | Todd MacDonald       | Brankář             |
| 1993 | 6    | 135   | Alain Nasreddine     | Obránce             |
| 1993 | 7    | 161   | Trevor Doyle         | Obránce             |
| 1993 | 8    | 187   | Briane Thompson      | Obránce             |
| 1993 | 9    | 213   | Chad Cabana          | Levé křídlo         |
| 1993 | 10   | 239   | John DeMarco         | Obránce             |
| 1993 | 11   | 265   | Eric Montreuil       | Centr               |
| 1993 | –    | S4    | Chris Imes           | Obránce             |
| 1994 | 1    | 1     | Ed Jovanovski        | Obránce             |
| 1994 | 2    | 27    | Rhett Warrener       | Obránce             |
| 1994 | 2    | 31    | Jason Podollan       | Pravé křídlo        |
| 1994 | 2    | 36    | Ryan Johnson         | Centr               |
| 1994 | 4    | 84    | David Nemirovsky     | Pravé křídlo        |
| 1994 | 5    | 105   | David Geris          | Obránce             |
| 1994 | 7    | 157   | Matt O'Dette         | Obránce             |
| 1994 | 8    | 183   | Jason Boudrias       | Útočník             |
| 1994 | 10   | 235   | Tero Lehterä         | Centr               |
| 1994 | 11   | 261   | Per Gustafsson       | Obránce             |
| 1994 | –    | S1    | Sean McCann          | Obránce             |
| 1995 | 1    | 10    | Radek Dvořák         | Pravé křídlo        |
| 1995 | 2    | 36    | Aaron MacDonald      | Brankář             |
| 1995 | 3    | 62    | Mike O'Grady         | Obránce             |
| 1995 | 4    | 80    | Dave Duerden         | Levé křídlo         |
| 1995 | 4    | 88    | Daniel Tjärnqvist    | Obránce             |
| 1995 | 5    | 114   | Francois Cloutier    | Útočník             |
| 1995 | 7    | 166   | Peter Worrell        | Levé křídlo         |
| 1995 | 8    | 192   | Filip Kuba           | Obránce             |
| 1995 | 9    | 218   | David Lemanowicz     | Brankář             |
| 1996 | 1    | 20    | Marcus Nilson        | Pravé křídlo        |
| 1996 | 3    | 60    | Chris Allen          | Obránce             |
| 1996 | 3    | 65    | Oleg Kvaša           | Levé křídlo         |
| 1996 | 4    | 82    | Joey Tetarenko       | Pravé křídlo        |
| 1996 | 5    | 129   | Andrew Long          | Centr               |
| 1996 | 6    | 156   | Gaetan Poirier       | Levé křídlo         |
| 1996 | 7    | 183   | Alexandre Couture    | Obránce             |
| 1996 | 8    | 209   | Denis Klopotnov      | Brankář             |
| 1996 | 9    | 235   | Russell Smith        | Obránce             |
| 1997 | 1    | 20    | Mike Brown           | Levé křídlo         |
| 1997 | 2    | 47    | Kristian Huselius    | Levé křídlo         |
| 1997 | 3    | 56    | Vratislav Čech       | Obránce             |
| 1997 | 3    | 74    | Nick Smith           | Centr               |
| 1997 | 4    | 95    | Ivan Novoselcev      | Pravé křídlo        |
| 1997 | 5    | 127   | Pat Parthenais       | Obránce             |
| 1997 | 6    | 155   | Keith Delaney        | Centr               |
| 1997 | 7    | 183   | Tyler Palmer         | Obránce             |
| 1997 | 8    | 211   | Doug Schueller       | Obránce             |
| 1997 | 9    | 237   | Benoit Cote          | Centr               |
| 1998 | 2    | 30    | Kyle Rossiter        | Obránce             |
| 1998 | 3    | 61    | Joe DiPenta          | Obránce             |
| 1998 | 3    | 63    | Lance Ward           | Obránce             |
| 1998 | 4    | 89    | Ryan Jardine         | Levé křídlo         |
| 1998 | 5    | 117   | Jaroslav Špaček      | Obránce             |
| 1998 | 6    | 148   | Chris Ovington       | Obránce             |
| 1998 | 7    | 167   | B. J. Ketcheson      | Obránce             |
| 1998 | 8    | 203   | Ian Jacobs           | Obránce             |
| 1998 | 9    | 231   | Adrian Wichser       | Centr               |
| 1999 | 1    | 12    | Denis Švidkij        | Pravé křídlo        |
| 1999 | 2    | 40    | Alex Auld            | Brankář             |
| 1999 | 3    | 70    | Niklas Hagman        | Levé křídlo         |
| 1999 | 3    | 80    | Jean-Francois Laniel | Brankář             |
| 1999 | 4    | 103   | Morgan McCormick     | Pravé křídlo        |
| 1999 | 4    | 109   | Rod Sarich           | Obránce             |
| 1999 | 6    | 169   | Brad Woods           | Obránce             |
| 1999 | 7    | 198   | Travis Eagles        | Centr               |
| 1999 | 8    | 227   | Jonathan Charron     | Brankář             |
| 2000 | 2    | 58    | Vladimír Sapožnikov  | Obránce             |
| 2000 | 3    | 77    | Robert Fried         | Útočník             |
| 2000 | 3    | 82    | Sean O'Connor        | Pravé křídlo        |
| 2000 | 4    | 115   | Chris Eade           | Obránce             |
| 2000 | 4    | 120   | Davis Parley         | Brankář             |
| 2000 | 6    | 190   | Josh Olson           | Levé křídlo         |
| 2000 | 8    | 234   | Jānis Sprukts        | Centr               |
| 2000 | 8    | 253   | Matt Sommerfeld      | Levé křídlo         |
| 2001 | 1    | 4     | Stephen Weiss        | Centr               |
| 2001 | 1    | 24    | Lukáš Krajíček       | Obránce             |
| 2001 | 2    | 34    | Greg Watson          | Centr               |
| 2001 | 3    | 64    | Tomáš Malec          | Obránce             |
| 2001 | 3    | 68    | Grant McNeill        | Obránce             |
| 2001 | 4    | 117   | Michael Woodford     | Útočník             |
| 2001 | 5    | 136   | Billy Thompson       | Brankář             |
| 2001 | 6    | 169   | Dustin Johner        | Centr               |
| 2001 | 7    | 200   | Toni Koivisto        | Levé křídlo         |
| 2001 | 8    | 231   | Kyle Bruce           | Pravé křídlo        |
| 2001 | 9    | 263   | Ján Blanár           | Obránce             |
| 2001 | 9    | 267   | Ivan Majeský         | Obránce             |
| 2002 | 1    | 3     | Jay Bouwmeester      | Obránce             |
| 2002 | 1    | 9     | Petr Tatíček         | Centr               |
| 2002 | 2    | 40    | Rob Globke           | Pravé křídlo        |
| 2002 | 3    | 67    | Gregory Campbell     | Centr               |
| 2002 | 5    | 134   | Topi Jaakola         | Obránce             |
| 2002 | 5    | 158   | Vince Bellissimo     | Centr               |
| 2002 | 6    | 169   | Jeremy Swanson       | Obránce             |
| 2002 | 6    | 196   | Mikael Vuorio        | Brankář             |
| 2002 | 7    | 200   | Denis Jachmenev      | Levé křídlo         |
| 2002 | 8    | 232   | Peter Hafner         | Obránce             |
| 2003 | 1    | 3     | Nathan Horton        | Centr               |
| 2003 | 1    | 25    | Anthony Stewart      | Pravé křídlo        |
| 2003 | 2    | 38    | Kamil Kreps          | Centr               |
| 2003 | 2    | 55    | Stefan Meyer         | Levé křídlo         |
| 2003 | 4    | 105   | Martin Lojek         | Obránce             |
| 2003 | 4    | 124   | Jay Pemberton        | Obránce             |
| 2003 | 5    | 141   | Dan Travis           | Centr               |
| 2003 | 5    | 162   | Martin Tůma          | Obránce             |
| 2003 | 6    | 171   | Denis Stasjuk        | Centr               |
| 2003 | 7    | 223   | Dany Roussin         | Levé křídlo         |
| 2003 | 8    | 234   | Petr Kadlec          | Pravé křídlo        |
| 2003 | 9    | 264   | John Hecimovic       | Pravé křídlo        |
| 2003 | 9    | 265   | Tanner Glass         | Levé křídlo         |
| 2004 | 1    | 7     | Rostislav Olesz      | Levé křídlo         |
| 2004 | 2    | 37    | David Shantz         | Brankář             |
| 2004 | 2    | 53    | David Booth          | Levé křídlo         |
| 2004 | 4    | 105   | Evan Schafer         | Obránce             |
| 2004 | 5    | 152   | Bret Nasby           | Obránce             |
| 2004 | 9    | 267   | Spencer Dillon       | Obránce             |
| 2004 | 9    | 283   | Luke Beaverson       | Obránce             |
| 2005 | 1    | 20    | Kenndal McArdle      | Levé křídlo         |
| 2005 | 2    | 32    | Tyler Plante         | rankář              |
| 2005 | 3    | 90    | Dan Collins          | Pravé křídlo        |
| 2005 | 4    | 93    | Olivier Legault      | Levé křídlo         |
| 2005 | 4    | 104   | Matt Duffy           | Obránce             |
| 2005 | 5    | 161   | Brian Foster         | Brankář             |
| 2005 | 6    | 164   | Roman Derljuk        | Obránce             |
| 2005 | 7    | 224   | Zach Bearson         | Pravé křídlo        |
| 2006 | 1    | 10    | Michael Frolík       | Levé křídlo         |
| 2006 | 3    | 73    | Brady Calla          | Pravé křídlo        |
| 2006 | 4    | 103   | Michael Caruso       | Obránce             |
| 2006 | 4    | 116   | Derrick LaPoint      | Obránce             |
| 2006 | 6    | 155   | Peter Aston          | Brankář             |
| 2006 | 7    | 193   | Marc Cheverie        | Brankář             |
| 2007 | 1    | 10    | Keaton Ellerby       | Obránce             |
| 2007 | 2    | 40    | Michal Řepík         | Pravé křídlo        |
| 2007 | 3    | 71    | Jevgenij Dadonov     | Pravé křídlo        |
| 2007 | 4    | 101   | Matt Rust            | Centr               |
| 2007 | 5    | 131   | John Lee             | Obránce             |
| 2007 | 6    | 181   | Corey Syvret         | Obránce             |
| 2007 | 7    | 191   | Ryan Watson          | Levé křídlo         |
| 2007 | 7    | 202   | Sergei Gajdučenko    | Brankář             |
| 2008 | 2    | 31    | Jacob Markström      | Brankář             |
| 2008 | 2    | 46    | Colby Robak          | Obránce             |
| 2008 | 3    | 80    | Adam Comrie          | Obránce             |
| 2008 | 4    | 100   | A. J. Jenks          | Levé křídlo         |
| 2008 | 7    | 190   | Matt Bartkowski      | Obránce             |
| 2009 | 1    | 14    | Dmitrij Kulikov      | Obránce             |
| 2009 | 2    | 44    | Drew Shore           | Centr               |
| 2009 | 3    | 67    | Josh Birkholz        | Pravé křídlo        |
| 2009 | 4    | 107   | Garrett Wilson       | Levé křídlo         |
| 2009 | 5    | 135   | Corban Knight        | Centr               |
| 2009 | 5    | 138   | Wade Megan           | Centr               |
| 2009 | 6    | 165   | Scott Timmins        | Centr               |
| 2010 | 1    | 3     | Erik Gudbranson      | Obránce             |
| 2010 | 1    | 19    | Nick Bjugstad        | Centr               |
| 2010 | 1    | 25    | Quinton Howden       | Levé křídlo         |
| 2010 | 2    | 33    | John McFarland       | Centr               |
| 2010 | 2    | 36    | Alex Petrovic        | Obránce             |
| 2010 | 2    | 50    | Connor Brickley      | Centr               |
| 2010 | 3    | 69    | Joe Basaraba         | Pravé křídlo        |
| 2010 | 4    | 92    | Sam Brittain         | Brankář             |
| 2010 | 4    | 93    | Benjamin Gallacher   | Obránce             |
| 2010 | 4    | 99    | Joonas Donskoi       | Pravé a levé křídlo |
| 2010 | 5    | 123   | Zach Hyman           | Centr               |
| 2010 | 6    | 153   | Corey Durocher       | Levé křídlo         |
| 2010 | 7    | 183   | R.J. Boyd            | Obránce             |
| 2011 | 1    | 3     | Jonathan Huberdeau   | Levé křídlo         |
| 2011 | 2    | 33    | Rocco Grimaldi       | Centr               |
| 2011 | 2    | 59    | Rasmus Bengtsson     | Obránce             |
| 2011 | 3    | 64    | Vincent Trocheck     | Centr               |
| 2011 | 3    | 76    | Logan Shaw           | Pravé křídlo        |
| 2011 | 3    | 87    | Jonathan Racine      | Obránce             |
| 2011 | 3    | 91    | Kyle Rau             | Centr               |
| 2011 | 5    | 124   | Jaroslav Kosov       | Utočník             |
| 2011 | 6    | 154   | Eddie Wittchow       | Obránce             |
| 2011 | 7    | 184   | Iiro Pakarinen       | Pravé křídlo        |
| 2012 | 1    | 23    | Mike Matheson        | Obránce             |
| 2012 | 3    | 84    | Steven Hodges        | Centr               |
| 2012 | 4    | 114   | Alexandr Delnov      | Levé křídlo         |
| 2012 | 6    | 174   | Francis Beauvillier  | Centr a levé křídlo |
| 2012 | 7    | 194   | Jonatan Nielsen      | Obránce             |